# U.S. Bank Championship de Milwaukee
Le U.S. Bank Championship de Milwaukee est un tournoi du golf du PGA Tour qui se tient en juillet à Brown Deer (Wisconsin) dans la banlieue de Milwaukee aux États-Unis.
Le tournoi est diffusé en direct sur les télévisions nationales américaines depuis 1989. C'est là que Tiger Woods effectua ses débuts professionnels en 1996. Il passa le cut et termina 60e empochant un modeste prix de 2544 dollars. 
L'édition 2007 est dotée de 4 millions de dollars, dont 720 000 vont au vainqueur.

## Palmarès
| Milwaukee Open - 1940 Ralph Guldahl Blue Ribbon Open - 1951 Joe Kirkwood, Jr. Miller High Life Open - 1955 Cary Middlecoff - 1956 Ed Furgol - 1957 Ken Venturi Miller Open Invitational - 1958 Cary Middlecoff - 1959 Gene Littler Milwaukee Open Invitational - 1960 Ken Venturi - 1961 Bruce Crampton Greater Milwaukee Open - 1968 Dave Stockton - 1969 Ken Still - 1970 Deane Beman - 1971 Dave Eichelberger - 1972 Jim Colbert - 1973 Dave Stockton - 1974 Ed Sneed - 1975 Art Wall - 1976 Dave Hill - 1977 Dave Eichelberger - 1978 Lee Elder - 1979 Calvin Peete - 1980 Billy Kratzert |  | - 1981 Jay Haas - 1982 Calvin Peete - 1983 Morris Hatalsky - 1984 Mark O'Meara - 1985 Jim Thorpe - 1986 Corey Pavin - 1987 Gary Hallberg - 1988 Ken Green - 1989 Greg Norman - 1990 Jim Gallagher, Jr. - 1991 Mark Brooks - 1992 Richard Zokol - 1993 Billy Mayfair - 1994 Mike Springer - 1995 Scott Hoch - 1996 Loren Roberts - 1997 Scott Hoch - 1998 Jeff Sluman - 1999 Carlos Franco - 2000 Loren Roberts - 2001 Shigeki Maruyama - 2002 Jeff Sluman - 2003 Kenny Perry U.S. Bank in Milwaukee - 2004 Carlos Franco U.S. Bank Championship in Milwaukee - 2005 Ben Crane - 2006 Corey Pavin - 2007 Joe Ogilvie - 2008 Richard S. Johnson - 2009 Bo Van Pelt |